# 小林由佳 (1984年生の女優)
小林 由佳（こばやし ゆか、1984年4月21日 - ）は、日本の女優、アクロバットパフォーマー。茨城県出身。アクロバットダンスカンパニーG-Rockets所属。元体操選手。

## 出演

### 舞台
- 『マッスルミュージカル 2007 夏 -祭-』（2007年7月20日 - 9月9日、渋谷マッスルシアター）
- 『中野ブロンディーズ』（2008年3月12日 - 20日、全労済ホール スペース・ゼロ / 12月20日 - 25日、新国立劇場 小劇場）- 松子 役
- 『滝沢演舞城 '08 命（LOVE）』（2008年4月2日 - 27日、新橋演舞場）
- 『サマーなら歌って踊けて JohnnYs SUMMARY 2008』（2008年8月2日 - 9月5日、お台場青海J地区特設会場Johnnys Theater）
- 『Endless SHOCK 2009』（2009年2月5日 - 3月30日、帝国劇場）
- 地球ゴージャスプロデュース公演Vol.10『星の大地に降る涙[2]』（2009年6月 - 8月、赤坂ACTシアター / 道新ホール / 梅田芸術劇場）
- 剱伎衆かむゐ本公演vol.3『HUN-DON　混沌〜こんとん〜』（2010年1月13日 - 16日、座・高円寺1）
- ケイダッシュステージ『コントンクラブ image2』[3]（2010年4月7日 - 11日、シアターサンモール）
- abc★赤坂ボーイズキャバレー SpinOff『裏』（2010年9月29日 - 10月10日、シアターサンモール）- 湯川なるみ 役[4]
- ケイダッシュステージ『コントンクラブ image4』（2011年4月6日 - 17日、シアターサンモール）
- 劇団EXILE W-IMPACT『レッドクリフ-愛-』（2011年8月8日 - 31日、ル テアトル銀座 by PARCO）
- 『中野ブロンディーズ』（2011年10月、サンシャイン劇場 / 新神戸オリエンタル劇場）- 松子 役[5]
- 地球ゴージャスプロデュース公演vol.12『海盗セブン』[6]（2012年3月 - 5月、赤坂ACTシアター / 中京大学文化市民会館 / 新潟テルサ / 福岡サンパレス / オリックス劇場）
- 『RENT』[7]（2012年10月 - 12月、シアタークリエ / 兵庫県立芸術文化センター 阪急中ホール）
- 『DANCE EARTH～生命（いのち）の鼓動（リズム）～』（2013年2月1日 - 23日、品川ステラボール）
- CHARGE LIVE VOL.18『OUT』（2013年4月25 - 28日、萬劇場）
- 地球ゴージャスプロデュース公演Vol.13『クザリアーナの翼』[8]（2014年1月 - 3月、赤坂ACTシアター / 愛知県芸術劇場 大ホール / キャナルシティ劇場 / 梅田芸術劇場 メインホール）
- DANCE EARTH PROJECTグローバルエンターテインメント『Changes』[9]（2014年5月3日 - 18日、品川ステラボール）
- 『2015新春 JOHNNYS' World』（2015年1月1日 - 27日、帝国劇場）
- 『滝沢歌舞伎 10th Anniversary』（2015年4月8日 - 5月17日、新橋演舞場）
- 『RENT』[10]（2015年9月 - 10月、シアタークリエ / 森ノ宮ピロティホール）
- 地球ゴージャスプロデュース公演Vol.14『The Love Bugs』[11]（2016年1月 - 3月、赤坂ACTシアター / 愛知県芸術劇場 大ホール / 福岡サンパレス / フェスティバルホール）
- 地球ゴージャスSENDEN虫イベント『SENDEN虫の祭典〜こんな時が来るなんて〜』（2016年4月3日、TFTホール）
- 舞台版『こちら葛飾区亀有公園前派出所』（2016年9月、AiiA 2.5 Theater Tokyo / サンケイホールプリーゼ） - 麻里愛 役[12]
- ミュージカル『美少女戦士セーラームーン -Amour Eternal-』（2016年10月 - 11月、AiiA 2.5 Theater Tokyo / キャナルシティ劇場 / サンケイホールプリーゼ）- クイーンセレニティ 役[13]
- 『RENT』[14]（2017年7月2日 - 8月6日、シアタークリエ）
- ミュージカル『ビッグ・フィッシュ』[15]（2017年2月7日 - 28日、日生劇場）
- ミュージカル『美少女戦士セーラームーン -Le Mouvement Final-』（2017年9月 - 10月、AiiA 2.5 Theater Tokyo / アイプラザ豊橋 / 梅田芸術劇場 シアター・ドラマシティ） - セーラーアルーミナムセイレーン 役[16]
- 剱伎衆かむゐ20周年記念公演『Samurai still exist』（2018年8月17日 - 19日、渋谷区文化総合センター大和田 伝承ホール）
- 少女☆歌劇 レヴュースタァライト -The LIVE- #2 Transition』（2018年10月13日 - 21日、天王洲 銀河劇場） - 八雲響子 役[17]
  - 少女☆歌劇 レヴュースタァライト -The LIVE- #2 revival（2019年7月12日 - 15日、舞浜アンフィシアター）
  - 少女☆歌劇 レヴュースタァライト -The LIVE 青嵐- BLUE GLITTER（2020年12月18日 - 27日、天王洲 銀河劇場）[18]
  - 少女☆歌劇 レヴュースタァライト -The LIVE 青嵐- Baby Blue（2024年9月6日 - 15日、飛行船シアター）[19]
- ミュージカル『オン・ユア・フィート！』（2018年12月 - 2019年1月、シアタークリエ / 博多座 / 刈谷市総合文化センター アイリス / 梅田芸術劇場シアター ドラマシティ）
- ミュージカル『ビッグ・フィッシュ』[20]（2019年11月 - 12月、シアタークリエ / 刈谷市総合文化センター アイリス / 兵庫県立芸術文化センター 阪急中ホール）
- ミュージカル『モダン・ミリー』（2020年4月 - 5月、シアタークリエ / 御園座、新歌舞伎座 / iichiko総合文化センター iichikoグランシアタ / 佐賀市文化会館）
- ライブ・スペクタクル「NARUTO-ナルト-」〜うずまきナルト物語〜（2021年12月4日 - 13日、日本青年館ホール / 12月25日 - 2022年1月2日、メルパルクホール大阪）- 小南／照美メイ 役
- 地球ゴージャス 三十周年記念公演『儚き光のラプソディ』（2024年4月28日 - 5月26日、明治座 / 5月31日 - 6月9日、SkyシアターMBS）[21]
- 甦夢THEATRE『黄金仮面-masque dore-』（2024年10月11日 - 20日、天王洲 銀河劇場） - 大鳥不二子 役[22]
- 迷宮歌劇『続・美少年探偵団』（2025年3月3日 - 9日、天王洲 銀河劇場 / 3月14日 - 16日、サンケイホールブリーゼ） - 永久井こわ子 役[23]
- ミュージカル『Fate/Zero』〜A Hero of Justice〜（2025年9月6日 - 21日〈予定〉、THEATER MILANO-Za） - ナタリア・カミンスキー 役[24]

### ドラマ
- 夏樹静子サスペンス『検事・霞夕子（7）〜死人に口あり〜』（2014年10月17日、フジテレビ）

### CM
- ライオン『リキッドトップ』
- SUBARU 『DEX』デビュー篇（2008年）
- 出雲殿『Happy Wedding』（2009年）
- 日本コカ・コーラ『アクエリアス ビタミンガード』バランスボール篇（2009年）